# منطقة جالوري
جالوري رمزها «JL» (بالإنجليزية: Jalore)‏ ، هو تقسيم إداري لدولة الهند تتبع ولاية راجاستان (بالإنجليزية: Rajasthan)‏ ، مركزها هو مدينة جالوري (بالإنجليزية: Jalore)‏ عدد سكانها حسب تعداد سنة 2001 هو 1,448,486 ، مساحتها 10,640 كم² وكثافة السكان 136 لكل كم² .